# Reyer Venezia 1993-1994
Questa voce raccoglie le informazioni riguardanti la Reyer Venezia nelle competizioni ufficiali della stagione 1993-1994

## Stagione
La Reyer Venezia gioca con sponsor Acqua Lora in questa stagione e conclude il campionato di serie A1 finendo ultima su 16 squadre. La società viene quindi retrocessa in serie A2. La squadra arriva agli ottavi di Coppa Italia.

## Roster
- Franco Binotto
- Naglic Aramis
- Giampaolo Zamberlan
- Massimo Guerra
- Slavko Kotnik
- Gianluca Ceccarini
- Mike Reddick
- Umberto Coppari
- Alberto Pietrini
- Paolo Vazzoler
- Marco Vorano
- Francesco Marini
- Alberto Pizzolato
- Kristian Sartor
- Matteo Herich
- Marco Borin[1]
- Allenatore: Frank Vitucci[2]
- Vice allenatore: